# Fulani
Los fulanis (también llamados fulas, peuls, fulbes) fueron originariamente un pueblo nómada, el mayor de este tipo en toda África. Su origen es desconocido, viven en África occidental, la mayoría en el Sahel donde, junto con los hausas suman alrededor de 40 millones. Se encuentran en Malí, Guinea, Camerún, Senegal, Níger, Burkina Faso, Guinea-Bisáu, Benín y en número menor en Ghana, Mauritania, Sierra Leona, Togo y Chad. Hablan fulfulde (pular). Más del 98% de los Fula son musulmanes,con una pequeña minoría de cristianos fulani (alrededor del 1-2% del total del grupo étnico).

## Etimología
Los fulanis reciben numerosas denominaciones. El endónimo es fulbé (en singular: pullo o foulah), aunque está difundido el exónimo fulani dado por los hausas y los pueblos del Sáhara, así como los exploradores y etnógrafos de habla inglesa. El pueblo vecino de los mandés usa la denominación fulbé siendo también común la de peul dada por los wólofs, siendo esta última adoptada por los exploradores y etnógrafos de habla francesa. También reciben nombres derivados de los anteriores como fulabe, fellai, fellata y otros.
El etnónimo peul puede traducirse como “viajero” o “el que anda disperso”, y hace referencia al tradicional carácter nómada de esta cultura pastoril.

## Características físicas
Los fulanis, pese a ser clasificados en el complejo de pueblos sudaneses, no comparten demasiadas características físicas con estos. Generalmente, su piel es color caoba claro, su complexión espigada, la nariz recta o aguileña (jamás achatada), los ojos almendrados y el pelo fino, no tan crespo como las tribus vecinas.

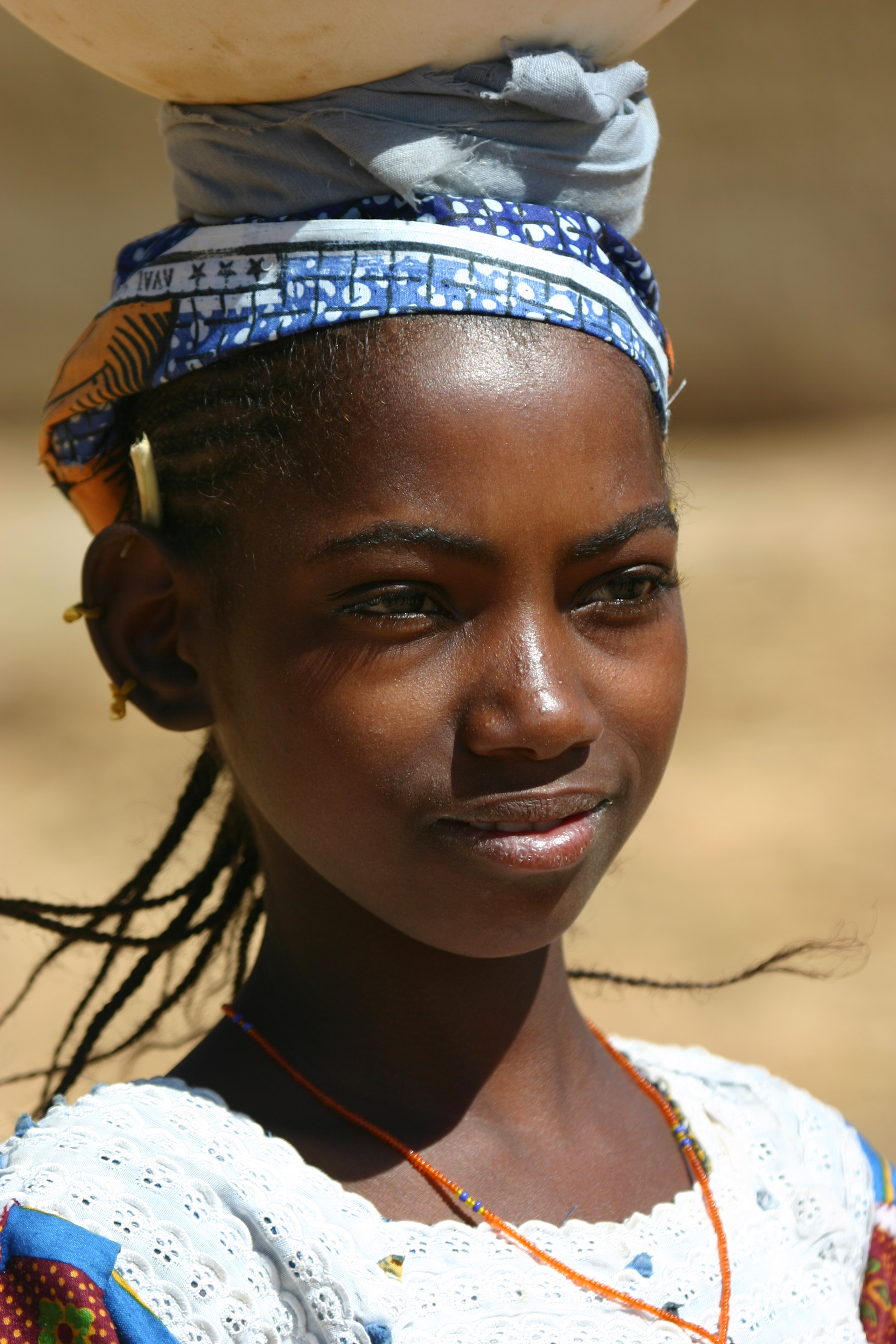
Chica de etnia peul o fulani.

### Origen
Se han planteado muchas hipótesis acerca del origen de esta etnia. Debido a las citadas características físicas, además de por las manifestaciones artísticas, estamos hablando de un pueblo eminentemente mestizo. Muchos han planteado la hipótesis de que los fulanis procedan de fuera del continente africano. Algunos los sitúan en el sur del Cáucaso, otros, en la zona de la actual Yemen.
Sin embargo, los fulanis poseen una lengua clasificada dentro del grupo lingüístico Níger-Congo —aunque otros les englobarían en el grupo afroasiático junto con lenguas más cercanas a ellos, como el hausa o el bereber—. Así pues, muchos situarían sus orígenes en las orillas del Nilo; otros opinan que este pueblo es el resultado de un mestizaje entre pueblos sudaneses y nómadas del Sáhara.
Otros se reafirman nuevamente en su teoría de que vienen de fuera de África, argumentando que adoptaron una nueva lengua al llegar a las tierras del Futa Yallon, posiblemente de los autóctonos de esas tierras. Aun así, ninguna de estas hipótesis llega a ser concluyente. Además, esta etnia se ha ido mezclando con los pueblos que había a su alrededor, lo que dificulta más aún elaborar una hipótesis. Socialmente, para un africano tener un antepasado fulani suele ser sinónimo de distinción e incluso de prestigio.

## Historia

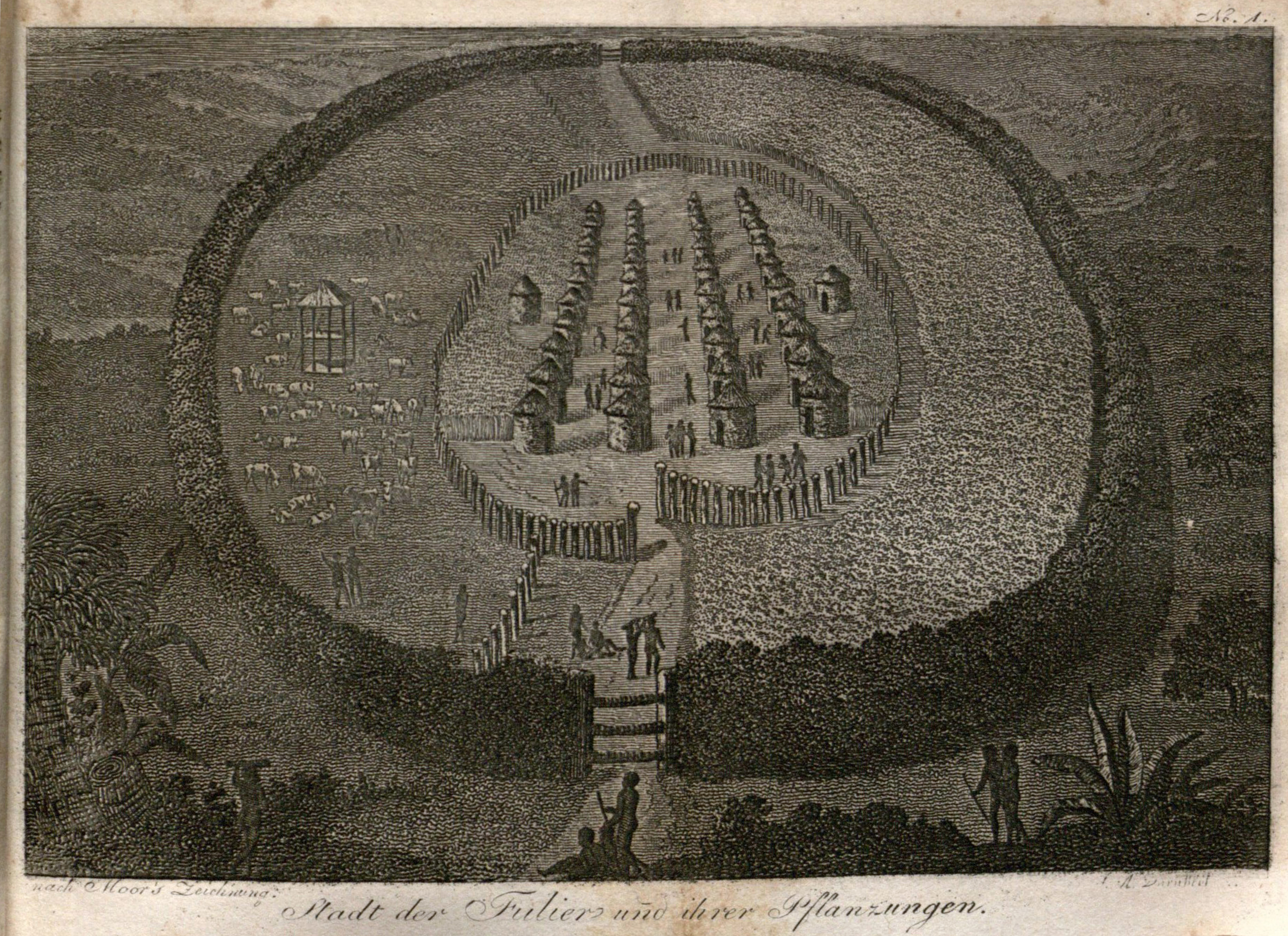
Stadt der Fulier und ihrer Pflanzungen, según Francis Moore, 1802

Los primeros datos acerca de los fulanis se remontan al siglo IX, cuando vivían entre la curva del río Níger y la cuenca del Volta Negro. A principios del siglo XII, a causa de la presión islámica (religión que entonces rechazaban) huyeron hacia distintas zonas, dispersándose así por toda África Occidental, pero sus mayores focos fueron el macizo de Futa Yallon, el Valle del Senegal, Macina y la zona que correspondería al actual norte de Nigeria.
Durante los siguientes dos siglos estuvieron bajo dominio del Imperio de Malí, hasta que comenzara la rivalidad de este imperio con el naciente Imperio Songhai. Así pues, los fulanis, liderados por Tenguela I, consiguieron la autonomía del Estado de Bundu (localizado en Senegambia), la cual les duró poco, puesto que el Imperio Songhai tuvo tanta influencia que extendió su poder hasta aquellas latitudes, sometiendo así a todos los pueblos conquistados.
A finales del siglo XV se reagruparon de nuevo en el Futa Yallon, con capital en Timbo, acaudillados por Koli Tenguela, hijo del anterior, el cual creó la dinastía de los Siratigui y se acabó convirtiendo al Islam. A partir del siglo XVII, extendieron su territorio por zonas limítrofes al Futa Yallon y por el Macina, enfrentándose así con las poblaciones autóctonas de dichas tierras. 
Durante los siglos XV y XVII, prácticamente todos los fulanis se habían convertido al Islam, más concretamente a un movimiento religioso llamado Kadiriya, siendo así la primera etnia saheliana en abrazar esta religión. Sólo durante aquellos siglos llegaron a convivir pacíficamente con los hausas en las tierras del actual norte de Nigeria, a los cuales les servían como consejeros religiosos. 
En Macina, durante el siglo XIX, se fundó otro reino fulani, con capital en Hamdallaye, cuya figura estelar fue cheikú Amadú (o Séku Ahmadu y otras variantes del nombre árabe Šayj Aḥmad), también conocido con el título de Almamy (Emir de los creyentes). Séku Ahmadu fundó un estado teocrático basado en la sharía entre los peul de Macina que se llamó dīna –del árabe dīn, religión– y tuvo su capital en la ciudad de nueva fundación simbólicamente denominada Hamdallaye. Se mantuvo desde 1818 a 1862. Un consejo de cuarenta marabúes de más de cuarenta años regido por un imán gobernaba el reino, fuertemente centralizado, militarizado y con una economía estatalizada. Los maestros de las escuelas coránicas cobraban a los padres de los niños –si eran pobres pagaba el estado– por azoras aprendidas. Además, aquel joven que no supiera hacer las abluciones o rezar era castigado con una multa de quinientos cauris. Con seiscientas escuelas coránicas en la ciudad, había algunas para niñas regentadas por maestras sabias.
Entre 1804 y 1810 libraron la Yihad fulani, una campaña militar invocando la yihad contra sus vecinos hausas quienes practicaban un islam menos riguroso en el que mezclaban ritos musulmanes con prácticas animistas liderada por el filósofo, místico y reformista fulani Usman Dan Fodio. A la revuelta, iniciada el 21 de febrero de 1804 se unieron súbditos de los hausa que odiaban a estos reyes, así como fulanis nómadas no musulmanes (en el bando de los hausa). Aun así, la yihad produjo una alta conciencia islámica en el norte del Camerún y sirvió de factor unificador para los hausa y los fulanis.[cita requerida]
Hacia 1810, los fulanis conquistaron el país hausa, extendiendo así la yihad hacia el este, creado un imperio liderado por Usman Dan Fodio y que se extendía en toda la zona saheliana comprendida entre Camerún y Macina, en lo que actualmente es el norte de Nigeria, con su capital en Sokoto, conocido como el califato de Sokoto. Puso en práctica así su teoría política, con cuatro visires con funciones claramente diferenciadas.
Para garantizar una mejor administración del Imperio, Usman lo dividió en dos partes. La oriental, se la entregó a su hijo Bello, y la occidental, a su hijo Abdallah. La unidad imperial se fue debilitando con el tiempo y en 1860 ya no quedaba ningún vestigio de esta unidad. La desaparición de este reino consagraría la dispersión de los fulani.

### Posindependencia
A partir de la década de 1960, el surgimiento de nuevas generaciones no sujetas a la esclavitud permitió que los jiyaabe y los descendientes de los Bourouré de antaño desempeñaran un papel político innegable en diferentes países. En Senegal, Mamadou Dia, elegido presidente del Consejo de Gobierno en noviembre de 1958, permaneció en el puesto después de la proclamación de la independencia del país en 1960 pero, acusado de un intento de golpe en 1962, fue destituido. Ya en 1960, Ahmadou Ahidjo, fue presidente de la República de Camerún. Se produjeron breves estallidos nacionalistas en la zona. De 1983 a 1987, Thomas Sankara presidió Burkina Faso. En Guinea, los opositores fulanis del régimen dictatorial político de Sékou Touré fueron perseguidos lo que provocó la fuga de un millón de fulanis a principios de la década de 1970. La diáspora fulani se concentró en Estados Unidos, Canadá, Inglaterra, Francia, Portugal, las islas de Cabo Verde y los países africanos vecinos.

### Guerra del Sahel
En Malí, en 2012, fulanis de Hayré y Seeno, al este de Mopti, se unieron al Movimiento para la Unicidad y la Yihad en África Occidental (Mujao) con el objetivo de defenderse contra Dogones y Tuareg. Por otro lado Amadou Koufa (1961-2018) fue un fulani yihadista de Malí fundador del Frente de Liberación de Macina. Aunque algunos grupos yihadistas tienen la reputación de estar formados mayoritariamente por fulanis –además de la katiba Macina también la katiba Serma, la facción burkinesa de Ansaul Islam y el Estado Islámico del Gran Sáhara de Abou Walid al Sahraoui– no existe ningún dato real cuantificado generando una estigmatización de la etnia fulani.
El 23 de marzo de 2019 más de 130 personas de la etnia fulani fueron asesinadas por hombres que irrumpieron en la localidad de Orossogo. La asociación Tabital Pulaaki, que agrupa la diáspora de la etnia peul denunció la campaña contra la población peul a la que se relaciona con el yihadismo. El Secretario General de la ONU pidió a las autoridades de Malí que hicieran una rápida investigación sobre lo ocurrido.
En julio de 2020 la revista Jeune Afrique denunció en su artículo El gran malentendido la muerte de civiles pertenecientes a la etnia fulani en Malí, Burkina Faso y Níger relacionándola con las acciones de las fuerzas armadas en el marco de la "lucha antiterrorista" y señaló que se estaba produciendo una "guerra sucia" de la que era víctima esta comunidad. También la Minusma en abril denuncia la "multiplicación" de ejecuciones extrajudiciales perpetradas por las Fuerzas Armadas Malienses (Famas) durante el primer trimestre de 2020. En esos años, los gobiernos de Malí y Burkina Faso, trataron de combatir el terrorismo. En el caso de Malí, con las milicias comunitarias Dan Na Ambassagou y en el de Burkina Faso con los grupos de autodefensa Koglwego. Estas milicias generaron violencias intercomunitarias con castigos colectivos a civiles inocentes, muchos de ellos mujeres y menores, en los dos lados de la frontera. Se considera que estas masacres generaron a su vez, como reacción, adhesiones de jóvenes fulanis a los grupos yihadistas. Una gran masacre desde el inicio del conflicto en Malí en 2012 fue la masacre de Ogossagou con más de 150 asesinatos.

## Distribución del pueblo fulani en la actualidad

#### Senegal y Gambia
Fulani y tuculor representan el 28,1 % de la población de Senegal. En Gambia viven en su mayoría en la zona central del país.

#### Mali y Guinea
En Malí viven sobre todo en el gran delta interior del río Níger, en la región de Mopti. 
En Guinea viven principalmente en la región de Futa-Yallon como antaño. En el proceso de descolonización, los fulanis formaron su propio partido político, pero con el surgimiento del Partido Democrático de Guinea de Ahmed Seku Touré, aquel perdió gran parte de su poder. Seku Touré, que se convirtió en el primer presidente de la actual República de Guinea tras la independencia en 1958, intentó combatir el tribalismo y acusó a los fulanis de mantener los conflictos étnicos. Su hostilidad hacia los fulanis continuó tras la independencia y culminó con la ejecución, en 1976, de 500 fulani acusados de participar en una conspiración contra él.

#### Camerún
Los fulanis de Camerún viven en la parte septrentrional del país, que conquistaron durante la yihad del siglo XIX. Fueron influyentes durante el periodo colonial y, tras la independencia en 1960, respaldaron al presidente de Camerún, Ajmadú Ajidyo. Con la dimisión de Ajidyo, en 1982, se redujo la influencia social, económica y política de los fulanis.

#### Níger, Burkina Faso y Guinea-Bisáu
La mayor parte de los fulanis que viven en Níger emigraron a este país desde Nigeria durante el periodo colonial. Viven principalmente a lo largo del río Níger. En Burkina Faso se concentran en el norte y en el este, y en Guinea-Bisáu son el 22 % de la población que habita una extensa región entre las ciudades de Gabú y Bafatá.

## Modo de vida

### Economía
Básicamente nómada y pastoril, la riqueza se encuentra en el número de ganado que uno tenga. Crían bueyes, vacas, cabras, ovejas. Parte de los productos que elaboran son comercializados. Tradicionalmente, intercambiaban carne y leche por especias y frutas con otros pueblos. Los fulanis pueden llegar a comercializar a gran escala sus productos (lácteos principalmente), algunos hasta pueden llegan a exportarlos a otros países africanos, lo que demuestra que tienen un sistema productivo muy eficiente, que ha servido de ejemplo incluso para algunas multinacionales occidentales.
El jefe de la familia decide el nivel de producción de leche y su destino, mientras que las mujeres deciden cuánta de la leche destinada a ellas (la que no vaya destinada a ellas, será para alimentar a las crías del ganado) se guardará para el autoconsumo y cuánta se venderá. Las mujeres no suelen vender la leche fresca, sino que la procesan. En temporada húmeda, primero, hacen la mantequilla y con la leche desnatada sobrante hacen un líquido llamado nono (mezcla de leche, azúcar y un gran molido llamado fura). Además, preparan un queso tierno que cortan en cubos y fríen. En la temporada seca, añaden al nono agua y kuka, que es el ácido que se encuentra en la fruta del baobab, muy rica en vitamina C.

### Costumbres
Antes de adoptar el islam, los fulanis decían proceder de un paraíso llamado País de Heli y Yoyo, unas tierras con abundantes recursos naturales y donde reinaba la fortuna y la vida (equivalente al paraíso de los cristianos), lugar creado por Gueno, el dios creador. Cuenta la leyenda que, con tanta abundancia, los habitantes del País de Heli y Yoyo se volvieron mezquinos. Gueno, el dios creador, se hartó de ellos y decidió crear a Njeddo Dewal, la madre de todas las calamidades (el equivalente al demonio).
Desde que adoptaron el islam, son teocéntricos y devotos. Ls niños van a escuelas coránicas, donde aprenden el árabe como una lengua sagrada. Al tolerarlo esta religión, son habituales los casos de poliginia.
Aun así, todavía hay prácticas preislámicas que no han abandonado (que están prohibidas en bastantes países):
Ritos de iniciación (circuncisión del pene en el chico). Pueden llegar a durar un mes, y se hacen entre los 7 y los 14 años, debido a que los fulanis dividen las fases de su vida de 7 en 7.[cita requerida]
Sharot o prueba de palos: Dos jóvenes se apalean mutuamente por turnos. Más que importar la fuerza, importa la resistencia, que, sobre todo, reflejan con la actitud. El joven apaleado en ese momento, hace gestos de no importarle, incluso se ríe sarcásticamente. Pierde el que no aguante más, o el que se retire. En esta prueba puede estar en juego la chica a la que quieren tomar por esposa, o ser propietario de grandes rebaños. Estas pruebas, habitualmente, suelen ser vistas por torobés (más información a continuación) de mentalidad conservadora y venidos de diversas partes de África.
Sus prioridades, sobre todo en los subgrupos bororo y fulbé nai (a continuación) son: el ganado, la belleza y la familia.

## Organización social de los fulanis
No todos los fulanis se dedican a la ganadería y son nómadas, donde circunstancias como la desertización o la globalización pueden llegar a persuadir para que lleves un modo de vida sedentario y urbano. Antes, poseían un sistema feudal, formado por la aristocracia, el rimbe o personas libres, y los matchube o esclavos, los cuales se dividían a su vez en domésticos o siervos. Los religiosos y los artesanos formaban castas aparte. Pero ahora, poseen una organización algo cambiada, este sistema social se acentúa a medida que nos desplacemos al oriente el antiguo califato de Sokoto (Nigeria, Camerún...)

### Torobé
En fulfude, quiere decir el que reza con nosotros. Descendientes de los antiguos artistócratas y del clan de Usman Dan Fodio; muchos se han mezclado con hausas y con tuculor. Se han sedentarizado, pero conservan sus tierras y sus numerosos rebaños, sirviéndose de vasallos y siervos para que los cuiden. Poseen muchas riquezas y tienen contacto con el mundo occidental. Las mujeres de éstos no venden directamente sus productos lácteos; se los venden a un intermediario.

### Fulbé Sare
"Peul de ciudad". Han abandonado totalmente el nomadismo ganadero para dedicarse al comercio, o a distintas actividades del sector terciario (hostelería, transportes) y viven en focos urbanos.

### Fulbé Ladde
"Peul de matorral". No han abandonado del todo la vida nómada. Recurren a la agricultura debido a que no poseen suficientes cabezas de ganado. Combinan ciclos sedentarios agrícolas con desplazamientos en busca de pastos.

### Fulbé Nai
Conservan su nomadismo tradicional y su rigor religioso musulmán, y desprecian a los que han perdido estas características. Suelen cuidar los ganados de los torobé.

### Bororo o Woddabé
En el escalón más bajo, conservan todas las características de los fulanis preislámicos (son animistas). Se dividen por clanes, y practican nomadismo estacional, desplazándose por zonas sahelianas. Llevan al extremo los cuidados corporales. Algunos suelen ser siervos de los torobé.